# Robert Miles
Roberto Concina (Fleurier, Neuchâtel, 3 de noviembre de 1969-Ibiza, 9 de mayo de 2017), más conocido por su nombre artístico Robert Miles, fue un DJ, productor, compositor y músico italiano, considerado uno de los mayores exponentes del trance, ambient, techno y otros tipos de música electrónica durante la década de 1990.

## Biografía
Robert Miles era hijo de inmigrantes italianos en Suiza; Antonietta y Albino Concina.
Miles se convirtió en un experto en el piano durante su infancia y se introdujo a la escena musical en 1988. Trabajó como DJ en algunos clubes italianos, y en 1990 usó sus ahorros para establecer su propio estudio y comprar equipo usado.
En 1994, Miles escribió su composición más famosa: Children. El sencillo tomó popularidad lentamente, en las primeras dos semanas de estar a la venta. En 1995, vendió más de 30 000 copias en Europa y encabezó las listas de popularidad de muchos países. Le dio a Miles disco de platino en Inglaterra y Alemania y disco de oro en otros países. Fue considerado como el sencillo más exitoso de 1996. En diciembre de 2004, Children alcanzó nueva audiencia en Inglaterra al ser usado en una colaboración entre Angel City y Ministry of Sound bajo la custodia de Dj MyR titulada "Do You Know?", que alcanzó entrar al Top 5 del Reino Unido.
Cuenta el propio DJ que compuso este tema en un "búnker" de 4 metros cuadrados que él mismo diseñó en el garaje familiar, inspirado por la atrocidad de las muertes infantiles en la guerra de Yugoslavia.
El siguiente sencillo de Miles fue Fable, con la voz de Fiorella Quinn. Su álbum debut, Dreamland, fue lanzado el 7 de junio de 1996 en Europa mientras la canción era un éxito, unos días después salió a la venta en los Estados Unidos con una canción adicional One and One cantada por Maria Nayler y escrita por Billy Steinberg, Rick Nowels y Marie Claire D'ubaldo. Esta canción fue muy popular y después fue lanzada como sencillo en Estados Unidos y Alemania. A finales de 1996, Miles lanzó una nueva versión de Dreamland, llamada Dreamland - The Winter Edition en Alemania, que contenía la canción One and One (que no había sido incluida en la versión original de Dreamland en Europa). La canción fue escrita inicialmente para la cantante polaca Edyta Górniak, pero esta la grabó hasta un año después y fue incluida en su álbum debut.
En noviembre de 1997, Miles lanzó la canción Freedom como nuevo sencillo de su segundo álbum 23am, lanzado el 27 de noviembre de 1997. Conteniendo un sentido diferente a Dreamland, 23am incorporó más canciones con voz mientras mantenía la esencia de Miles con el piano.
Miles estuvo en receso hasta el 11 de junio de 2001 cuando lanzó su nuevo álbum, Organik, que fue presentado en vinil y CD. El nuevo sencillo fue Paths y es considerado por muchos fans como un cambio radical en el estilo musical de Miles.
En 2003, un álbum de remixes fue lanzado con el nombre de Organik Remixes, conteniendo las canciones ganadoras del concurso que Miles sostuvo en su página web y algunos remixes de artistas como The Future Sound of London. También se incluyó una canción de Miles titulada Bhairav, cantada por Amelia Cuni.
A finales de 2003, Miles cambió su residencia a Los Ángeles, ahí inició su casa productora S:alt Records y en 2004 lanzó un álbum creado con Trilok Gurtu, titulado Miles Gurtu. Tenía su residencia en Ibiza desde hacía varios años, donde creó la emisora de radio en línea OpenLab que él definía como "un proyecto de vanguardia que reúne a la cultura, las artes, los medios de comunicación, la tecnología y la innovación".
De hecho, era un habitual de la isla, donde en el año 2016 pinchó en algunas de sus discotecas (Heart) y donde tenía previsto participar en el International Music Summit.
Falleció en Ibiza el 9 de mayo de 2017, a los 47 años de edad, debido a un cáncer en fase 4 de metástasis.

## Discografía

### Álbumes
En estudio
- 1996 - Dreamland
- 1997 - 23am
- 2001 - Organik
- 2004 - Miles_Gurtu (con Trilok Gurtu)
- 2011 - Th1rt3en

Álbumes recopilatorios
- 1997 - Robert Miles in the Mix
- 1997 - Renaissance Worldwide: London (con Dave Seaman)
- 2002 - Organik Remixes
- 2017 - Remember Robert Miles

### Sencillos
- 1995: "Children" (Deconstruction, Arista Records)
- 1996: "Fable" (Deconstruction, DBX Records)
- 1996: "One and One" (Deconstruction, Arista Records)
- 1997: "Freedom" (Deconstruction, Motor Music)
- 1998: "Full Moon" (Deconstruction)
- 2001: "Paths" (Salt Records)
- 2002: "Improvisations: Part 2"
- 2002: "Connections/Separations"
- 2002: "Pour Te Parler (Remixes)"
- 2011: "Miniature World"
- 2011: "Voices from a submerged sea"
- 2011: "Orchid Miracle"

### Colaboraciones
- 2011: "The Wolf"